# Marc Swyngedouw
Marc Swyngedouw (* 1956) ist ein belgischer Sozialwissenschaftler.
1989 promovierte er in Sozialwissenschaften an der Katholieke Universiteit Leuven. Dort ist er heute Professor für Politische Soziologie und Methodik. Außerdem ist er Leiter des Zentrums für Soziologische Forschung (CESO) an der Fakultät für Sozialwissenschaften und Direktor des Instituts für Soziale und Politische Meinungsforschung (ISPO) an der Katholieke Universiteit Leuven. In Löwen initiierte er das Masterprogramm Quantitative Analyse in den Sozialwissenschaften.
Seine Forschungsschwerpunkte sind u. a. Ethnische Minderheiten, Öffentliche Meinung, Politische Soziologie, Rechtsextremismus, Rechtspopulismus und Vergleichende Methoden. Seit 1991 leitet er die Wahlstudien in Belgien. Er ist u. a. Mitglied der Comparative Study of Electoral Systems Gruppe (CSES). Als Gastdozent war er an Universitäten u. a. in Lincoln, Nebraska und in Paris. Swyngedouw ist Mitglied der Redaktion der Zeitschrift Political Analysis und Autor zahlreicher Fachaufsätze.

## Schriften (Auswahl)
- mit Jaak Billiet, Ann Carton, Roeland Beerten (Hrsg.): Kiezen is verliezen. acco, Leuven u. a. 1993, ISBN 90-334-2932-2.
- mit Karen Phalet, Kris Deschouwer (Hrsg.): Minderheden in Brussel. Sociopolitieke houdingen en gedragingen. Vubpress, Brüssel 1999, ISBN 90-5487-189-X.
- mit Pascal Delvit, Andrea Rea (Hrsg.): Culturele diversiteit en samenleven in Brussel en België (= Minderheden in de samenleving. 16). acco, Leuven u. a. 2005, ISBN 90-334-5832-2.